# Pagurapseudes guitarti
Pagurapseudes guitarti är en kräftdjursart som först beskrevs av Modest Gutu och Gomez 1976.  Pagurapseudes guitarti ingår i släktet Pagurapseudes och familjen Pagurapseudidae. Inga underarter finns listade i Catalogue of Life.